# Yishmael Movassaghian
 (octobre 2011).
Si vous disposez d'ouvrages ou d'articles de référence ou si vous connaissez des sites web de qualité traitant du thème abordé ici, merci de compléter l'article en donnant les références utiles à sa vérifiabilité et en les liant à la section « Notes et références ».
Yishmael Movassaghian né en Iran, était un écrivain et intellectuel iranien, auteur de plusieurs ouvrages notamment en farsi, spécialisé en politique et sociologie.

## Biographie
D'origine arménienne, de famille aisée, reconnue comme l'élite de la classe supérieure, la famille gère plusieurs propriétés : terrains, boutiques, biens immobiliers, et notamment un gymnase,,, dans la région de l'Azerbaïdjan iranien. Les membres de la famille faisaient tous partie des Mouvements intellectuels en Iran. Partisan des idées marxistes, il vit la révolution islamique et les débuts de la guerre Iran-Irak comme autant de sources de restriction des libertés individuelles. Il revendiquait la liberté d'expression et les droits de l'homme.
Il faisait partie de la liste des écrivains et intellectuels à assassiner, reconnu comme élément perturbateur par le gouvernement, beaucoup d'entre eux ont été torturés et assassinés. Condamné à mort par contumace,, il a été capturé et subit des sévices très affligeants à la prison d'Evin,, où il devint paralysé des membres inférieurs et quasi aveugle. Il sera finalement exécuté